# Теллурит серебра
Теллурит серебра — неорганическое соединение,
соль серебра и теллуристой кислоты 
с формулой Ag2TeO3,
светло-жёлтые кристаллы,
не растворяется в воде.

## Физические свойства
Теллурит серебра образует светло-жёлтые кристаллы
моноклинной сингонии, пространственная группа P 21/a, параметры ячейки a = 0,7004 нм, b = 1,0547 нм, c = 0,4917 нм, β = 91,44°, Z = 4
.
Не растворяется в воде,
растворяется в растворах аммиака и цианистого калия.